# Mapeo etnográfico
El mapeo etnográfico es una técnica usada por la antropología para registrar y mostrar visualmente las actividades de las y los participantes de una investigación en un espacio dado a través del tiempo. Es utilizado para mostrar y comprender las interacciones humanas en un soporte que incluye eventos, lugares y recursos. La antropología puede incorporar dimensiones espaciales y temporales para interpretar perspectivas únicas y situadas de la vida cotidiana de, por ejemplo, un poblado, ciudad o barrio y las personas que allí habitan. En este sentido, el mapeo etnográfico puede ser utilizado no solo para mostrar aspectos espaciales, sino también puede reflejar componentes sociales más abstractos, como la estructura social y/u organizacional, procesos sociales, relaciones con y percepciones del entorno, así como procesos y eventos históricos.

## Mapeando el espacio
Si bien el término “mapeo” ha ganado popularidad en la investigación social, su uso es en muchas ocasiones metafórico, en tanto refieren no a problemáticas en clave espacial sino a la identificación de actores y/o elementos y sus relaciones en torno a algún aspecto social. En un sentido literal, el mapeo etnográfico tiene como base a la etnografía, que en tanto perspectiva investigativa ofrece un abanico de técnicas que habilita al investigador o investigadora la utilización de métodos cualitativos como las notas de campo, la observación participante y las entrevistas. Sin embargo, cabe destacar que en el mapeo etnográfico también es posible recurrir a instancias colectivas, como son los mapeos participativos. La construcción de los mapas en el contexto de las investigaciones etnográficas puede recuperar los datos en mapas a mano alzada, en lo que se ha denominado mapas mentales, perceptuales o cognitivos -en ocasiones considerados sinónimos, aunque existen ciertas diferencias conceptuales entre ellos. Sin embargo, actualmente se utilizan herramientas asistidas por computadora tanto para registrar como para visualizar y analizar datos.

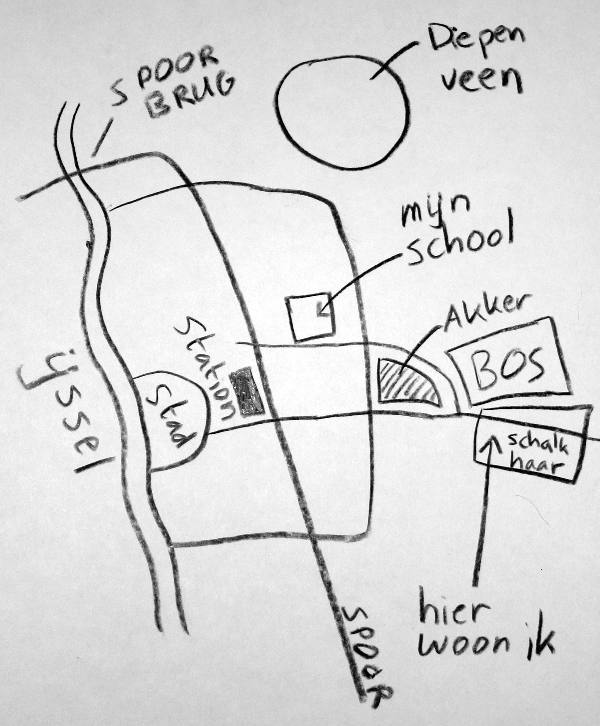
Ejemplo de mapa a mano alzada.

De la misma forma que con otros recursos con derivaciones visuales, la utilización de mapas en etnografía puede realizarse en diversas instancias: como un elemento construido junto con interlocutores durante el trabajo de campo; como un insumo para la profundización y el abordaje de nuevas problemáticas en el contexto de entrevistas; como representación de información en textos de diversa índole para su comunicación; etc. Esta diversidad de usos constituye a los mapas como un dispositivo de gran utilidad en las investigaciones, entendiendo que las formas de empleo pueden complementarse, o variar a lo largo del ciclo de investigación.
Por las características microanalíticas de la etnografía y las particularidades del trabajo de campo, las y los etnógrafos pueden crear mapas relativamente precisos a partir de los datos obtenidos. A partir de la construcción de mapas, es posible definir espacios de comunidades, espacios de actividad, la variabilidad del uso del espacio y la movilidad a lo largo del tiempo, las relaciones humano-entorno, entre muchos otros aspectos que permiten el abordaje de la experiencia en un entorno dado. Así, la utilización de mapas en etnografía no se orienta únicamente a la representación de espacios físicos, sino que además permite representar y profundizar en la comprensión acerca de historias de vida, trayectorias socio-espaciales, la percepción del entorno e hitos espaciales, relaciones, y otros procesos sociales. En este sentido, las representaciones espaciales constituyen un aspecto central de la experiencia urbana, dado que, junto con el tiempo, el espacio es tanto un producto social como un estructurador de la vida social.
Por otra parte, la generación de mapas puede habilitar a la participación ciudadana, en tanto permite tanto la evaluación y comunicación de resultados como la participación y colaboración de los actores involucrados en las problemáticas estudiadas.

### La importancia del habitar
Al realizar mapeos con miembros de una comunidad, es necesario no perder de vista que la etnografía no debe concentrarse únicamente en hitos espaciales estáticos, sino recuperar las formas en las cuales las personas perciben, pueblan y habitan sus entornos. En este sentido, resulta relevante la distinción realizada por Ingold entre dos modalidades de viaje: a través del mundo y a lo largo de este. El deambulador se mueve a través del mundo, poblándolo, es decir, participando "desde desde adentro en el proceso de venir al mundo" y contribuyendo en su trama y su textura. En cambio, en el transporte el movimiento es a lo largo, de un punto a otro de la superficie. La etnografía debería concentrarse en una concepción del entorno a través de este, recuperando la experiencia y la percepción del mismo que tienen quienes lo habitan. En este sentido, el mapeo no debiera constituirse como un fin en sí mismo, sino una puerta para las dimensiones socioculturales vinculadas a los lugares habitados por las personas bajo estudio.

## Sistemas de Información Geográfica

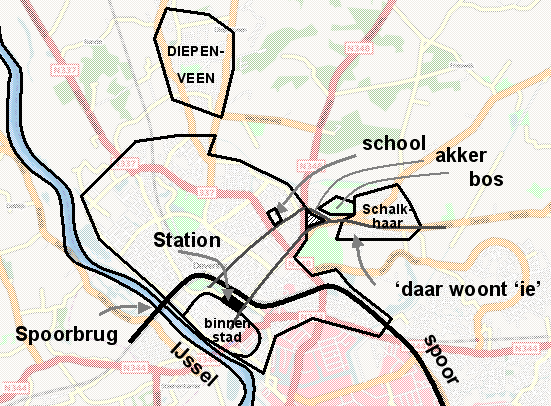
Mapa realizado mediante el uso de SIG.

Si bien el mapeo etnográfico puede realizarse total o parcialmente durante el transcurso del trabajo de campo y frecuentemente se ha realizado a mano alzada, desde hace algunos años las y los investigadores recurren cada vez más a los Sistemas de Información Geográfica (SIG o GIS, por sus siglas en inglés) para llevar a cabo sus estudios. Un SIG es un conjunto de herramientas diseñadas para recolectar, almacenar, recuperar, transformar, visualizar y analizar datos geoespaciales para propósitos diversos. Los SIG permiten la manipulación de grandes volúmenes de datos y la generación de datos. Muestran datos georreferenciados y existe una miríada de aplicaciones en investigación. En el caso de las ciencias humanas y sociales, se han empleado durante décadas en arqueología, antropología, economía, historia, geografía, entre muchas otras disciplinas.
Buena parte de las experiencias en el uso de SIG se asientan en investigaciones con un fuerte componente cuantitativo. Sin embargo, en los últimos años han ganado terreno las investigaciones cualitativas y/o mixtas que recurren al uso de SIG, incorporando así formas diversas de trabajo con múltiples tipos de dato y formas de conocimiento, así como la posibilidad de conversión de datos cualitativos en cuantitativos y la posibilidad de vincular información espacial con textos, audios, videos e imágenes. Es de destacar que esta consideración de los SIG como cualitativos, mixtos o "no cuantitativos" tiene un denso trasfondo epistemológico, ideológico y político.
En este contexto, las formas de obtención de datos y su manipulación son variadas, destacándose el uso de mapas georreferenciados en donde las personas entrevistadas vuelcan información espacial en el contexto de entrevistas, que luego es codificada, digitalizada e incorporada a un SIG. Posteriormente, es posible su análisis y su visualización, que facilita y estimula los procesos iterativos y recursivos propios de la etnografía.